# 12860 Turney
12860 Turney este un asteroid din centura principală de asteroizi.

## Descriere
12860 Turney este un asteroid din centura principală de asteroizi. A fost descoperit pe 22 mai 1998 la Socorro, New Mexico, în cadrul proiectului LINEAR. Asteroidul prezintă o orbită caracterizată de o semiaxă mare de 2,41 ua, o excentricitate de 0,13 și o înclinație de 4,8° în raport cu ecliptica.